# Fontannes
Fontannes település Franciaországban, Haute-Loire megyében. Lakosainak száma 878 fő (2022. január 1.). Fontannes Brioude, Chaniat, Lamothe, Lavaudieu és Vieille-Brioude községekkel határos.

## Népesség
A település népességének változása:
| Lakosok száma | 483  | 665  | 774  | 1094 | 1019 | 975  | 952  | 902  | 886  | 878  |
|               | 1968 | 1982 | 1990 | 2006 | 2013 | 2015 | 2017 | 2019 | 2020 | 2022 |